# Lucien Leuwen
Pour la série télévisée, voir Lucien Leuwen (mini-série).
Lucien Leuwen est le deuxième grand roman de Stendhal. Il a été écrit en 1834, après Le Rouge et le Noir, mais est resté inachevé par son auteur qui craignait que l'ouvrage ne lui attire la censure de la monarchie de Juillet. 
Il ne sera publié qu'en 1894 dans une édition abrégée de Jean de Mitty, parue aux éditions Dentu. Le texte intégral, détenu par la bibliothèque de Grenoble, parut seulement en 1926-27.

## Résumé
Lucien Leuwen, jeune polytechnicien, est chassé de son école car il est soupçonné de sympathies républicaines et d’avoir tenté de participer à l’insurrection de 1834. Son père, richissime banquier parisien, lui permet de devenir lieutenant, ce qui l’amène à partir pour « Nancy » — en fait un Nancy de façade, mais décrivant une ville allemande — où il s’ennuie. Pour se distraire, il fréquente l'aristocratie ultraroyaliste dont le ridicule l’amuse.

Lucien se demande : 

« Mon sort est-il donc de passer ma vie entre des légitimistes fous, égoïstes et polis, adorant le passé, et des républicains fous, généreux et ennuyeux, adorant l'avenir ? »

Il tombe amoureux de Madame de Chasteller, jeune veuve légitimiste. Le récit s'articule autour de la passion éprouvée par ces personnes que leurs origines sociales semblent opposer. Divers personnages gravitent autour de Lucien, dont le docteur Du Poirier qui met au point un plan visant à décourager cet amour. La première partie se conclut par la fuite de Lucien et son retour à Paris, désespéré, auprès de sa mère.
L’influence de son père lui offre le poste de secrétaire du ministre de l’intérieur, Monsieur de Vaize. Sa fonction l’amène à participer aux truquages des élections législatives en Normandie. Les élections à la Chambre constituent le point d'inflexion de sa carrière puisqu'il échoue à faire élire un ultra au détriment du candidat républicain finalement victorieux. À cette occasion, Stendhal décrit les mécanismes et limites du pouvoir préfectoral au sein d'une société civile provinciale, caractéristiques des sentiments politiques mêlés de la France d'alors.
À son retour de mission, Lucien assume la responsabilité de la défaite auprès de sa hiérarchie tandis que son père, candidat tardif à la députation, revient auréolé d'une légitimité électorale dont il va profiter pour constituer un groupe de députés fidèles. Dans la clameur parlementaire, M. Leuwen attaque le ministre de l'Intérieur et défend ainsi l'honneur bafoué de son fils. Par ses discours pleins d’esprit à l'Assemblée, son influence s’accroît. Même si lui-même est désabusé, il se plaint à sa femme : « On me dit influent mais je n'ai vraiment aucune idée vraiment à moi. » Par ambition pour son mari, Madame Grandet, la femme du receveur général, tente de séduire Lucien, insensible à ses charmes, avant d'en tomber sincèrement amoureuse. Leuwen père meurt, ruiné. Le roman s’interrompt lorsque Lucien doit partir pour Rome.

## Thèmes abordés
Stendhal peint le désenchantement de la carrière militaire vingt ans après l'épopée napoléonienne. Il évoque, dans de nombreux passages, le climat de suspicion des autorités militaires vis-à-vis des idées libérales, ainsi que la hantise d'une contagion carbonariste en France, y compris dans l'armée et les élites.
Stendhal livre un roman d'amour entre deux personnages que tout semble opposer : Lucien est un grand bourgeois de Paris qui a des affinités avec les républicains tandis que Mme de Chasteller est issue de la noblesse de province ultra-royaliste.

## Contexte historique
Pour comprendre le roman, il faut connaître le contexte social de la monarchie de Juillet : Charles X vient d’être chassé par la Révolution de Juillet 1830 à cause de ses mesures autoritaires. Louis-Philippe Ier, proclamé roi des Français (et non plus « roi de France ») est détesté par les ultras qui voient en lui le descendant de Philippe Égalité, le cousin de Louis XVI, mais qui vota pour son exécution.
À Nancy (un Nancy fictif sans place Stanislas), Lucien Leuwen veut fréquenter des ultras, dont Mme de Chasteller (jeune veuve de 26 ans) qui est une carliste (c'est-à-dire une partisane de Charles X, qui est en exil à Prague). Pour cela, il croise des nobles chassés de l'armée, qui sont aigris et désargentés. De temps à autre, il y a des fêtes henriquinquistes patronnées par un tableau d'« Henri V », le petit-fils de Charles X.
On dit à Lucien qu'il ne peut pas être reçu par Mme de Chasteller à cause de la cocarde tricolore de son uniforme : en effet, le drapeau tricolore rétabli par Louis-Philippe est objet de haine pour les légitimistes. Le père de Mme de Chasteller est encore traumatisé par son exil lors de la révolution française. La république est un mot qui fait très peur dans ce milieu.
Le système politique de l'époque est assez précisément décrit : les députés sont élus par des grands électeurs (suffrage censitaire indirect) et les intrigues complexes pour acheter ces voix sont présentées en détail. Les ministres sont nommés par le roi…